# Les Inconnus
Pour les articles homonymes, voir Inconnu.
Ne doit pas être confondu avec Les Nuls.
Les Inconnus est un trio comique français qui réunit Didier Bourdon, Bernard Campan et Pascal Légitimus. Ils étaient initialement cinq, avec Smaïn, qui quitte le groupe après leur premier film, Le téléphone sonne toujours deux fois !! (1985), et Seymour Brussel, qui quitte aussi le groupe trois ans après.
Le trio devient très populaire dans les années 1990, grâce à sa célèbre émission parodique La Télé des Inconnus dont certains sketchs sont également mis en scène lors de spectacles. Ils se séparent au milieu des années 1990, au pic de leur célébrité, à cause d'un différend juridique avec leurs ex-managers et producteurs Paul Lederman et Claude Martinez, mais se retrouvent au début des années 2000.
Les Inconnus jouent également dans plusieurs longs-métrages, comme Les Trois Frères sorti en 1995, Le Pari sorti en 1997, ou encore Les Rois mages sorti en 2001.
Les Inconnus sont les seuls artistes à avoir remporté les grandes récompenses françaises dans quatre domaines artistiques différents : le Molière pour le théâtre, le César pour le cinéma, le 7 d'or pour la télévision et la Victoire de la musique,,.

## Historique

### Années 1980
Didier Bourdon, Bernard Campan et Pascal Légitimus sont comédiens débutants à la fin des années 1970. Ils se retrouvent dans la même pièce de théâtre et sympathisent. En 1982, grâce à une connaissance, Pascal Légitimus est engagé comme jeune humoriste dans l'émission Le Théâtre de Bouvard sur Antenne 2, une émission de sketchs très populaire où se retrouvent des humoristes débutants ou inconnus. Il réussit à faire rentrer ses deux amis. Ils font la connaissance de Seymour Brussel et Smaïn et se retrouvent dans les mêmes sketchs. En 1984, ils quittent cette émission, et ayant acquis une certaine notoriété en raison du succès du Théâtre de Bouvard, ils décident de poursuivre leur carrière ensemble à cinq. Le groupe est officiellement créé le 23 juin 1984. Ils se nomment simplement « Les Cinq ». Ils tournent leur premier film dans la foulée, Le téléphone sonne toujours deux fois, sorti en 1985, une comédie parodie de film noir, qui est un échec. Smaïn quitte ensuite le groupe, ayant l'impression de ne pas trouver sa place dans la bande, et ayant d'autres projets solo. Les quatre membres restants se renomment « Les Cat Car and co ».
Ils jouent des sketchs dans des petites salles sans grand succès, ce qu'ils appellent entre eux les « galas-galères ». En 1985, ils éditent un 45 tours : Magic Tango. En 1986, ils rencontrent Paul Lederman, découvreur de bien d'autres talents (Claude François, Mike Brant, Michel Polnareff, Thierry Le Luron, Coluche…). Il devient leur producteur, remanie totalement leur spectacle et confie la suite de leur carrière à son associé, Claude Martinez. Ils obtiennent un prix lors du festival « Performance d'acteur » à Cannes.
Didier Bourdon raconte que pour les besoins d'un petit spectacle, ils avaient fait imprimer des affiches avec comme mention « les Cinq » et un bandeau d'accroche disant à peu près « Découverts par Philippe Bouvard » pour profiter de sa notoriété. Ce dernier n'apprécie pas la démarche, considérant que le nom « les Cinq » appartenait à son émission et qu'ils n'avaient pas le droit de l'exploiter. Le quatuor devient alors « Les Inconnus », un nom qui porte une forme d'ironie à l'égard de Bouvard.
En 1987, ils débutent sur scène devant 46 spectateurs dans une salle de 1 000 places. Un an plus tard, ils font salle comble, notamment grâce au bouche à oreille. Ils présentent leur sketch phare, Télémagouilles en direct sur le plateau de Champs-Élysées de Michel Drucker, ce qui accroit sensiblement leur notoriété. En 1987 et 1988, grâce aux relations de Lederman, le quatuor anime une émission sur la radio Europe 1 : Les Inconnus de l’après-midi de 15h30 à 17h00 avec Laurence Boccolini. En 1988, ils tournent un pilote d'émission pour TF1, mais il n'y aura pas de suite. À la fin de l'année 1988, Seymour Brussel les quitte, ayant l'impression de se faire exploiter par Paul Lederman. Les Inconnus ont en effet signé un contrat où Lederman touchait 50% des droits d'auteur, ce qu'ils vont regretter par la suite. Après avoir tenté une carrière en solo, Seymour Brussel deviendra bioénergéticien et ostéopathe.
Après une période de doute, les trois membres restants réécrivent leurs sketchs pour pouvoir les jouer à trois personnages au lieu de quatre, et constatent que la mécanique marche tout aussi bien et continuent donc l'aventure. De mai à septembre 1989, leur deuxième spectacle Au secours tout va mieux est un triomphe et fait salle comble chaque soir au Théâtre du Palais-Royal. Parallèlement au spectacle, des extraits de leurs sketchs sont diffusés tous les soirs à la télévision française avant et après le Journal de 20h sur La Cinq qui parraine le spectacle[réf. souhaitée].

### Années 1990
En 1990, à présent plus inconnus du tout, ils reviennent à la télévision grâce à Marie-France Brière et lancent La Télé des Inconnus en première partie de soirée sur la chaîne Antenne 2. Ce programme, diffusé du 19 mars 1990 au 9 janvier 1993, à raison de deux ou trois numéros par an, propose une série de sketchs parodiant les émissions les plus en vogue du moment et les faits de société alors marquants. Le premier sketch est Isabelle a les yeux bleus, parodie de groupes alors populaires, tendance new wave, comme Partenaire particulier ou Indochine. L'émission est un succès phénoménal, réalisant de fortes audiences (jusqu'à 10 millions de téléspectateurs), certains sketchs deviennent cultes et leurs expressions sont reprises dans le langage courant. En 1991, ils obtiennent plusieurs récompenses, dont le Molière du meilleur spectacle comique, deux 7 d'or, deux Victoires de la musique (meilleur spectacle, meilleure vidéo).
Ils sortent également deux albums audio, Bouleversifiant ! en 1991 et Les Étonnifiants en 1992, et plusieurs singles. Ils contiennent leurs sketchs sur scène et leurs chansons parodiques. Parmi celles-ci, Auteuil, Neuilly, Passy s'offre même le luxe de se placer numéro 1 des ventes au Top 50 en 1991 pendant 4 semaines, ce qui est rare pour une chanson parodique.
En 1993, alors qu'ils sont au sommet de leur gloire, ils décident de mettre l'émission en pause, ayant l'impression d'être arrivés au bout d'un cycle. Ils continuent à jouer leur nouveau spectacle au Casino de Paris.
Claude Berri leur propose alors d'écrire un film qu'il s'engage à produire. Celui-ci sort en 1995 et s'intitule Les Trois Frères. C'est un énorme succès populaire avec 7 millions d'entrées, et critique. Il obtient le César de la meilleure première œuvre quelques mois plus tard.
C'est à ce moment-là, en raison de problèmes contractuels avec Paul Lederman, que le trio éclate. Les Inconnus estiment que la part que Lederman a touché sur Les Trois Frères était injustement élevée. Or, il détient toujours tous les droits en ce qui concerne Les Inconnus et d'éventuels futurs films. Pour contourner cela, leurs deux films suivants, Le Pari, sorti en 1997, et L'Extraterrestre, sorti en 2000, ne réunissent que Bernard Campan et Didier Bourdon[réf. souhaitée], l'idée étant qu'avec deux membres sur trois, ces films ne peuvent pas être considérés comme des créations des Inconnus et Paul Lederman ne peut pas prétendre toucher de part. Lederman conteste cette interprétation et porte l'affaire en justice. Tant que ce litige n'est pas réglé, le trio ne peut plus travailler ensemble et utiliser le nom Les Inconnus. Lederman finit par remporter le procès en 1999. Une médiation est finalement trouvée. Lederman garde un souvenir amer de ce conflit et déclare élégamment en 2012 que les Inconnus « sont humainement à chier ».

### Années 2000
En 2001, ayant enfin réglé son différend avec Paul Lederman, le trio se reforme et tourne un nouveau film, Les Rois mages. La même année paraît l'anthologie de leurs émissions télévisées et spectacles, sous la forme de VHS et de DVD. La collection Ze Inconnus Story s'est vendue à plus d'un million d'unités. Il n'y manque que les sketches "I fuck you", "Exterminabeur", "La Drogue" et "Ben et Ton".
En 2009, chaque membre mène une carrière indépendante, mais pendant le Festival de Cannes, Pascal Légitimus annonce la reformation du trio autour de l'écriture d'un scénario faisant suite à leur succès de 1995. Le titre provisoire est Les Trois Pères et le tournage doit avoir lieu durant l'année 2011.

### Années 2010
En 2011, Pascal Légitimus annonce à l'antenne d'Europe 1 un retour des Inconnus et un retour du trio sur scène. Le 24 janvier, lors de son spectacle Plus si affinités, il convie sur scène de nombreux invités, parmi lesquels ses compères Bernard Campan et Didier Bourdon. De mars à juin 2011, une série d'émissions intitulée Les Inconnus de A à Z, basée sur la rediffusion de leurs sketches, est diffusée sur la chaine TMC. Les six émissions ont réuni près d'un million de téléspectateurs pour 4 % de part d'audience moyenne,,,,,. Le 3 septembre 2011, dans l'émission Les stars du rire s'amusent diffusée sur France 2, Pascal Légitimus confirme une future reformation du groupe. Il ajoute : « C'est en cours là, on est au péage, il en reste encore trois ». Cependant, il ne précise ni la date ni la forme de ce retour. Le 20 juin 2012, Pascal Légitimus annonce que le scénario des Trois Frères 2 est terminé, le film devant naître l'année suivante. Le scénario est écrit par Didier Bourdon et Bernard Campan et le tournage débutera en mai 2013. À cette période, le producteur du film, Philippe Godeau, avait provisoirement intitulé son film Les Trois Frères : Le Retour.
Le 19 avril 2013, les Inconnus annoncent officiellement leur retour dans une vidéo via leur web TV Myskreen, ; ils y présentent un script en expliquant que le scénario des Trois Frères 2 est désormais terminé, y compris la version anglaise. Depuis ce retour, Les Inconnus sont très actifs sur les réseaux sociaux et dévoilent aux internautes les premières images du film, des délires de tournage, teasers exclusifs, mais aussi la possibilité de voir et revoir tous leurs sketchs en streaming gratuit grâce au partenaire du film, Myskreen.
Le 23 décembre 2013, à l'occasion de la fête de Noël, les Inconnus sont les invités du sketch du Palmashow, intitulé Quand on cherche un cadeau de Noël. Le même mois, ils participent à une vidéo de Norman Thavaud. Le 28 décembre 2013, ils sont les invités d'honneur d'une émission diffusée sur France 2, intitulée Les Inconnus, c'est leur destin, présentée par Alessandra Sublet. De nombreux invités s'y succèdent, rejouant les meilleurs sketchs des Inconnus à leur façon. Ils y dévoilent notamment la bande-annonce du film. Cette émission rassemble 5,8 millions de téléspectateurs, un record de fin d'année pour la chaîne.
Le 20 janvier 2014, lors des Prix Lumières, Pascal Légitimus annonce au site Non Stop People que l'adaptation aux États-Unis des Trois Frères est à l'étude. Entretemps, le trio revient dans le film Les Trois Frères : Le Retour, qui sort le 12 février 2014. Cependant l'accueil par les critiques presse est négatif, ceux-ci jugeant quasi unanimement que le film est une mauvaise suite (1,8 ⁄5 de moyenne sur Allociné). Les spectateurs et internautes du site web lui donnent une moyenne de ³⁄₅ pour 7 000 notes. Pourtant, le film réalise l'un des meilleurs démarrages de l'année 2014 en doublant le nombre d'entrées du précédent opus, avec 953 000 entrées contre 489 000 en 1995, et se retrouve en haut du box-office français. Mais la fréquentation est deux fois moindre dès la deuxième semaine et en forte baisse les semaines suivantes. Agacé par ces réactions négatives, Légitimus annonce sur les réseaux sociaux que ce sera la dernière production de leur part sous le nom « Les Inconnus », alors qu'ils étaient en train de préparer un nouveau spectacle. Les années suivantes, ils continuent en effet chacun de leur côté, comme ce fut le cas avant leur retour au grand écran.
Le samedi 26 janvier 2019, les Inconnus se reforment sur scène à l'Aréna de Bordeaux pendant le spectacle Le Monde des Enfoirés en soutien des Restos du Cœur. Ils y interprètent un medley de leurs chansons Rap-Tout, Auteuil, Neuilly, Passy et Isabelle a les yeux bleus. Le 31 août 2019, Didier Bourdon annonce sur l'antenne de RTL que les Inconnus vont revenir pour fêter les 30 ans du groupe, mais ne sait pas encore si ce sera dans un nouveau film ou dans un nouveau spectacle. Il affirme également que le groupe n'est pas intéressé par un retour à la télévision, comme à l'époque de La Télé des Inconnus.

### Années 2020
En juillet 2020, Pascal Légitimus annonce sur son compte Instagram le retour des Inconnus pour 2022 : « Gentlemen Project 23 juillet 2020 11h : 2021-2022 avec ou sans les Inconnus ? », sans en dévoiler davantage. En juillet 2021, Didier Bourdon annonce son nouvel album, Le Bourdon, sorti le 11 juin 2021. Il signale qu'il reste en contact avec Bernard Campan et Pascal Légitimus, mais que pour le moment rien n'est prévu concernant le retour des Inconnus. À noter que l'album contient une nouvelle version du tube Vice et versa des Inconnus (Vice et versa 2.0), avec Campan et Légitimus.
Le 25 octobre 2021, invité dans l'émission Buzz TV de TV Magazine, Pascal Légitimus confirme le retour des Inconnus dans un nouveau film prévu pour 2022. « On nous a proposé un scénario et on a dit oui », révèle-t-il. « Je ne vais pas en dire plus, sinon les médias vont s'emballer ».
En février 2022, Les Inconnus annoncent trois projets : un nouveau film, une émission télé spéciale "Les Inconnus" et un retour sur scène.[réf. nécessaire]
En mai 2022, plusieurs sites annoncent que le prochain film des Inconnus sera réalisé par Riad Sattouf. Mais aucun titre ni scénario n'est dévoilé pour le moment.
En juin 2022, Didier Bourdon annonce qu'un troisième volet des Trois Frères est envisagé.
Le lundi 14 novembre 2022, TF1 propose une soirée Les Inconnus à partir de 21h10, avec la diffusion du téléfilm Tous Inconnus, réalisé par Nicolas Hourès et dans lequel une soixantaine de personnalités rejouent 19 de leurs sketchs culte. En deuxième partie de soirée, la chaîne rediffuse le divertissement Le meilleur des Inconnus.

## Filmographie
Les films ne sont pas forcément estampillés « Les Inconnus », mais au moins deux des membres des Inconnus y jouent un rôle dans chacun d'eux.
| Année | Titre                                  | Réalisateur                                        | Box-office (France) | Box-office (Europe) | Commentaires |
| ----- | -------------------------------------- | -------------------------------------------------- | ------------------- | ------------------- | --- |
| 1985  | Le Téléphone sonne toujours deux fois  | Jean-Pierre Vergne                                 | 509 573             | NC                  | Seul film à rassembler les cinq membres originels des Inconnus, avant les départs de Smaïn et Seymour Brussel du groupe. |
| 1995  | Les Trois Frères                       | Didier Bourdon et Bernard Campan                   | 6 897 098           | NC                  | César du meilleur premier film.                                                                                          |
| 1997  | Le Pari                                | Didier Bourdon et Bernard Campan                   | 4 098 592           | 4 206 570           | Sans Pascal Légitimus, qui fait toutefois un caméo dans la scène du bar.                                                 |
| 2000  | L'Extraterrestre                       | Didier Bourdon                                     | 494 404             | 552 651             | Sans Pascal Légitimus.                                                                                                   |
| 2001  | Antilles sur Seine                     | Pascal Légitimus                                   | 454 614             | 443 004             | Bernard Campan et Didier Bourdon font une apparition, déguisés en femmes de ménage antillaises à 55:50 min du film.      |
| 2001  | Les Rois mages                         | Didier Bourdon, Bernard Campan et Pascal Légitimus | 2 302 828           | 2 544 833           | |
| 2006  | Madame Irma                            | Didier Bourdon et Yves Fajnberg                    | 601 874             | 590 877             | Sans Bernard Campan. |
| 2009  | Bancs publics (Versailles Rive-Droite) | Bruno Podalydès                                    | 255 461             | 263 404             | Les Inconnus apparaissent séparément dans le film.                                                                       |
| 2014  | Les Trois Frères : Le Retour           | Didier Bourdon, Bernard Campan et Pascal Légitimus | 2 289 408           | 2 412 486           | |

Sources : Observatoire européen de l'Audiovisuel et jpbox-office.com

### Spectacles
- 1987 : Au secours… Tout va bien !, Théâtre Fontaine.
- 1989-1990 : Au secours… Tout va mieux !, mise en scène Jacques Décombe, Théâtre du Palais-Royal et Théâtre de Paris en 1990.
- 1991 : Isabelle a les yeux bleus, Théâtre de Paris.
- 1993 : Le Nouveau Spectacle, Casino de Paris.

### Vidéographie
- 1990 : Au secours! Tout va mieux… (VHS) (réalisé par Massimo Manganaro) (avec Didier Bourdon, Bernard Campan et Pascal Légitimus)
- 1990 : Isabelle a les yeux bleus (VHS) (réalisé par Massimo Manganaro) (avec Didier Bourdon, Bernard Campan et Pascal Légitimus)
- 1991 : Le Meilleur de la télé (VHS) (réalisé par Bernard Flament et Gérard Pullicino) (avec Didier Bourdon, Bernard Campan et Pascal Légitimus)
- 1992 : La Télé en folie (VHS) (réalisé par Gérard Pullicino et alii) (avec Didier Bourdon, Bernard Campan et Pascal Légitimus)
- 1995 : Le Nouveau Spectacle (VHS) (réalisé par Massimo Manganaro) (avec Didier Bourdon, Bernard Campan et Pascal Légitimus)
- 2001~2005 : Ze Inconnus Story (VHS/DVD) (réalisé par Gérard Pullicino, Massimo Manganaro et alii) (avec Didier Bourdon, Bernard Campan et Pascal Légitimus)
- 2006 : Le Théâtre de Bouvard, saison 1 (VHS/DVD) (réalisé par Gérard Pullicino, Massimo Manganaro et alii) (avec Didier Bourdon, Bernard Campan et Pascal Légitimus)
- 2006 : Le Théâtre de Bouvard, saison 2 (VHS/DVD) (réalisé par Gérard Pullicino, Massimo Manganaro et alii) (avec Didier Bourdon, Bernard Campan, sans Pascal Légitimus)

### La Télé des Inconnus
La Télé des Inconnus est une série d'émissions de divertissement télédiffusées sur Antenne 2 entre 1990 et 1993. L'émission a attiré entre 6,9 et 9,5 millions de téléspectateurs. Les sketches du trio consistaient en des parodies d'émissions du PAF, de publicités, d'extraits ou de bandes-annonces de films, des faux reportages et des vidéos musicales. Certains de ces sketches ont été adaptés dans leurs spectacles ou bien une allusion en est faite dans certaines de leurs vidéos musicales, sous forme d'auto-parodie. Des VHS et coffrets DVD ont été sortis, mais sans la totalité des sketches. Le 3 novembre 2014, sort un coffret avec la totalité des sketches (Toute la télé des inconnus) chez Sony Music.

### Théâtre de Bouvard
Le Théâtre de Bouvard, saison 1 : sketchs avec Les Inconnus, ensemble et séparément.
- Le campeur sur la pelouse (Didier Bourdon et Pascal Légitimus)
- Un comédien postule pour le rôle de Tarzan (Didier Bourdon et Pascal Légitimus)
- Au cinéma des spectateurs commentent le film Version 2 (Didier Bourdon avec un autre comédien)
- Parodie de « L'école des fans » (Didier Bourdon avec d'autres comédiens)
- Parodie « Des chiffres et des lettres » (Didier Bourdon et Pascal Légitimus avec d'autres comédiens)
- Le défilé de mode masculine (Didier Bourdon, Pascal Légitimus, Bernard Campan et d'autres comédiens)
- L'amour en 1983 (Didier Bourdon et Pascal Légitimus avec d'autres comédiens)
- L'épopée napoléonienne (Didier Bourdon avec Pascal Légitimus et d'autres comédiens)
- Corvée de pluche au service militaire (Didier Bourdon, Pascal Légitimus, Bernard Campan et d'autres comédiens)
- La carrière de Jeanne d'Arc (Didier Bourdon avec Bernard Campan et d'autres comédiens)
- Blanche-Neige et les Sept Nains (Didier Bourdon avec Pascal Légitimus et d'autres comédiens)
- Deux hommes attendent des résultats à l'hôpital (Pascal Légitimus avec un autre comédien)
- Deux concurrents du Paris Dakar perdus (Pascal Légitimus et Bernard Campan)
- La soirée diapos (Pascal Légitimus avec d'autres comédiens)
- Réunion du conseil d'administration d'une MJC (Didier Bourdon et d'autres comédiens)
- Commentaires du public après spectacle (Didier Bourdon, Bernard Campan, Pascal Légitimus et d'autres comédiens)
- La troupe des Nullos (Didier Bourdon avec Bernard Campan et d'autres comédiens)
- Des voyous tiennent un conseil de guerre avant un casse (Didier Bourdon avec Bernard Campan et d'autres comédiens)
- Biguine créole chantée et dansée (Didier Bourdon, Pascal Légitimus, Bernard Campan et d'autres comédiens)
- Rajeunir le vieux mythe de Tarzan (Didier Bourdon, Pascal Légitimus et d'autres comédiens)
- Ethnologue africain en voyage d'étude dans le midi de la France (Pascal Légitimus avec un autre comédien)
- Un attaché d'ambassade d'un pays du tiers monde vient acheter des armes en France (Pascal Légitimus et d'autres comédiens)

Le Théâtre de Bouvard, saison 2 : sketchs avec Les Inconnus, ensemble et séparément (Sans Pascal Légitimus).
- Interrogatoire de deux mauvais sujets par un directeur d'établissement (Didier Bourdon, Bernard Campan et d'autres comédiens)
- Chanson réaliste sur le « plus vieux métier du monde » (Didier Bourdon, Bernard Campan et d'autres comédiens)
- Conversation entre deux bambins surdoués (Bernard Campan et un autre comédien)

Le Théâtre de Bouvard, saison 3 : sketchs avec Les Inconnus, ensemble et séparément.

## Discographie

### Albums
- 2004 : participation au vidéoclip Y'a pas un homme qui soit fait pour ça, en compagnie de nombreux autres artistes, pour les 10 ans du Sidaction.

### Classements
| Titre                                        | Année | Meilleure position |
| Titre                                        | Année | France             |
| -------------------------------------------- | ----- | ------------------ |
| Auteuil, Neuilly, Passy (Rap B.C.B.G.)       | 1991  | 1                  |
| Rap-Tout (Vampire)                           | 1991  | 4                  |
| C'est toi que je t'aime (Vachement beaucoup) | 1992  | 2                  |
| Chanson hard rock (poésie)                   | 1993  | 36                 |

## Distinctions
Les Inconnus sont les seuls artistes à avoir remporté les grandes récompenses françaises dans quatre domaines artistiques différents : le Molière pour le théâtre, le César pour le cinéma, le 7 d'or pour la télévision et la Victoire de la musique,,.
- 7 d'or 1990 : 7 d'or de la Meilleure émission spéciale.
- Molières 1991 : Molière du meilleur spectacle comique.
- César 1996 : César du meilleur premier film pour Les Trois Frères.
- Victoires de la musique :
  - 1990, 1991 et 1996 : Victoire de l'humoriste ;
  - 1992 : Victoire du vidéo-clip pour Auteuil, Neuilly, Passy[58].

### Documentaire
- La Folle histoire des Inconnus, documentaire diffusé le 22 janvier 2016 sur chaîne D8. [présentation en ligne]
- L'histoire secrète des Inconnus, documentaire de Christophe David, diffusé le 5 janvier 2024 sur TF1.